# Russell Means

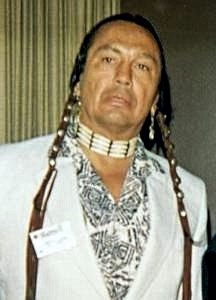
Russell Means (1987)

Russell Means (Lakota Oyate Wacinyapin ‚Volkshelfer‘; * 10. November 1939 in der Pine-Ridge-Reservation in South Dakota; † 22. Oktober 2012 in Porcupine, South Dakota;) war seit 1969 ein Mitglied aus der Gründungsphase des American Indian Movement (AIM), einer Organisation, die für die Rechte der Indianer in den Vereinigten Staaten eintritt.
Insbesondere in den 1970er Jahren, als das AIM durch spektakuläre Aktionen wie beispielsweise der Besetzung des Dorfes Wounded Knee auch internationale Beachtung fand, war Means einer der populärsten Sprecher des AIM.
Ab 1992 war er auch als Schauspieler und Synchronsprecher tätig.

## Leben und Wirken

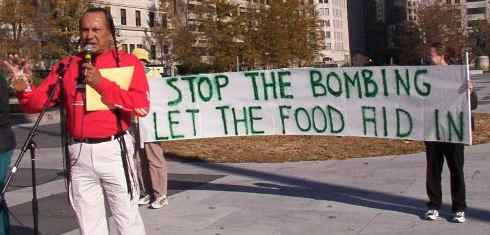
Means bei einer Antikriegskundgebung (November 2001)

Der Lakota-Sioux-Indianer wuchs in Nord-Kalifornien auf, wo sein Vater Hank auf einer Werft arbeitete. 1958 machte er seinen Highschool-Abschluss in San Leandro.
Einige Zeit lebte er in San Francisco, wo er 1964 mit seinem Vater und etwa 40 anderen Indianern in einer kurzen Aktion Anspruch auf die Gefängnisinsel Alcatraz erhob. Alcatraz wurde 5 Jahre später, 1969 von Indianern der Organisation Indians of all tribes (englisch für Indianer aller Stämme) über mehrere Monate hinweg besetzt.
Er besuchte verschiedene Berufsschulen und Colleges. 1968 war er Direktor des Zentrums amerikanischer Indianer in Cleveland, wo er einige Aufmerksamkeit erregte, als er erfolglos versuchte, das Baseballteam Cleveland Indians dazu zu bewegen, ihren Namen und ihr Maskottchen Chief Wahoo aufzugeben.
Im Jahr 1969 trat er der indianischen Widerstandsbewegung American Indian Movement (AIM) bei und gründete in Cleveland eine Ortsgruppe.
Bei vielen Aktionen von AIM war er als charismatischer Redner und Aktivist beteiligt. Means zählte auch zu den Unterstützern der spektakulären Besetzung von Wounded Knee in der Pine-Ridge-Reservation im Jahr 1973, bei der das AIM die vom korrupten und gewalttätigen Reservatsvorstand  Dick Wilson unabhängige Oglala-Nation ausrief und einen bewaffneten Konflikt mit Wilsons Schutztruppe Guardians of the Oglala Nation (GOONs) wie dem  FBI und der Nationalgarde provozierte. Wounded Knee war Schauplatz des letzten großen Massakers der US-Armee an rund 300 wehrlosen Lakota am 29. Dezember 1890.
Gute Kontakte pflegte er zur Schriftstellerin Liselotte Welskopf-Henrich, die ihre Bekanntschaft mit Means in den letzten Bänden ihrer Pentalogie Das Blut des Adlers verarbeitete.
Bekannt ist Russell Means unter anderem auch für seine Tätigkeit als Schauspieler. So übernahm er 1992 die Rolle des Chingachgook in Michael Manns Literaturverfilmung Der letzte Mohikaner und wurde danach für über 30 weitere Filme von unterschiedlichen Regisseuren als Darsteller engagiert. So war er unter anderem in Natural Born Killers, Pathfinder – Fährte des Kriegers und Unearthed zu sehen. Außerdem sprach er in der amerikanischen Fassung die Figur Chief Powhatan in Disneys Pocahontas. Means kämpfte stetig für die authentische Darstellung von Amerikanischen Ureinwohnern in Film und TV, was voraussetzte, dass nur tatsächliche Indianer für entsprechende Rollen besetzt werden sollten.
2007 erregte Means Aufsehen, als er mit einigen anderen Aktivisten für Indianerrechte die Unabhängigkeit des Lakota Country ausrief und die Verträge mit den USA für ungültig erklärte.
Means starb im Alter von 72 Jahren an Speiseröhrenkrebs.

## Filmografie (Auswahl)
- 1992: Der letzte Mohikaner (The Last of the Mohicans)
- 1994: Natural Born Killers
- 1994: Wagons East!
- 1995: Windrunner
- 1995: Buffalo Girls
- 1995: Pocahontas (Sprechrolle)
- 1996: Lederstrumpf – Der Indianer-Scout (The Pathfinder, Fernsehfilm)
- 1997: Hiawatha – Eine indianische Legende (Song of Hiawatha)
- 1998: A League of Old Men
- 1998: Pocahontas 2 – Die Reise in eine neue Welt (Pocahontas II: Journey to a New World, Sprechrolle)
- 1998: Black Cat Run – Tödliche Hetzjagd (Black Cat Run)
- 2000: Wind River
- 2000: Thomas, die fantastische Lokomotive (Thomas and the Magic Railroad)
- 2001: Ring of Fire (Cowboy Up)
- 2002: 29 Palms
- 2004: Black Cloud
- 2004: The Last Shot – Die letzte Klappe (The Last Shot)
- 2005: Looks Twice
- 2007: Pathfinder – Fährte des Kriegers (Pathfinder)
- 2007: Unearthed
- 2008: Rez Bomb
- 2010: The Sasquatch and the Girl
- 2012: Tiger Eyes

## Film
- Georg Stefan Troller: Russell Means. Tomahawk und Onkel Tom. Dokumentarfilm, ZDF 1974